# Traité des objets musicaux
Le Traité des objets musicaux est un ouvrage d'acoustique et de musicologie de Pierre Schaeffer, publié en 1966 et réédité en 1977. Il constitue la somme des recherches du créateur de la musique concrète et un ouvrage de référence en musique électroacoustique.

## Description
La découverte de la musique concrète par Pierre Schaeffer et Pierre Henry à la fin des années 1940 amène une remise en question des paramètres communs de la musique et de la perception auditive. En découlent notamment la notion d'objet sonore, une entité définie par l'écoute et qui possède ses caractéristiques propres et descriptibles, et la mise sur pied du Groupe de recherches musicales en 1958. Le Traité des objets musicaux rassemble le fruit des années de recherche entreprise depuis le début. L'ouvrage se divise en sept livres :
- Faire de la musique : les fondements de base de la pratique musicale.
- Entendre : les diverses modalités de la perception sonore.
- Corrélations entre le signal physique et l'objet musical : la description physique des sons et les paramètres musicaux.
- Objets et structures : la perception musicale et la notion d'écoute réduite.
- Morphologie et typologie des objets sonores : le vocabulaire descriptif des objets sonores.
- Le solfège des objets sonores : la mise en œuvre des objets sonores.
- La musique comme discipline : considérations générales sur la musique.

L'introduction d'un vocabulaire adapté à la perception de nouveaux paramètres musicaux constitue la pierre d'assise de l'ouvrage. Il repose notamment sur le schéma qu'avait déjà proposé Abraham Moles dans l'ouvrage À la recherche de la musique concrète paru en 1952.

## Solfège de l'objet sonore
Pour accompagner la parution du Traité avec des exemples concrets, un coffret de disques et un livret en trois langues sont également publiés. Les disques ont bénéficié de la collaboration de Guy Reibel et de Beatriz Ferreyra, ainsi que d'Henri Chiarucci et de François Bayle.

## Guide des objets sonores
Une synthèse du vocabulaire de l'objet sonore a été rédigée par Michel Chion. Le Guide des objets sonores, paru en 1983 constitue une sorte d'index du Traité et approfondit les principales notions descriptives des objets sonores